# Acuerdo militar entre Colombia y Estados Unidos de 2009
El acuerdo militar entre Colombia y Estados Unidos de 2009 fue un acuerdo bilateral de tipo militar entre los gobiernos del presidente colombiano Álvaro Uribe y del estadounidense Barack Obama con el que ambos países buscaban combatir con mayor eficacia el narcotráfico en Colombia y el terrorismo. A Estados Unidos se le permitiría mayor acceso a 7 bases militares, incluyendo la Base Militar de Palanquero, que es considerada estratégica por su posición en el continente americano. El acuerdo no recibió el aval de la Corte Constitucional colombiana, por lo que no fue ratificado.

## Antecedentes
Desde el año 2000, Colombia recibe asistencia del gobierno de los Estados Unidos para la lucha contra el narcotráfico y contra el terrorismo. Bajo el Plan Colombia, Estados Unidos ha enviado a Colombia más de seis mil millones de dólares desde el año 2000 hasta 2009. Debido a leyes estadounidenses, el número de empleados del departamento de Defensa en Colombia no puede exceder 800, mientras que la cifra de contratistas militares sólo puede alcanzar los 600.

## Acuerdo militar
Las bases serían las de Malambo, Atlántico; La Base Militar de Palanquero, en la región del Magdalena Medio; La Base Militar Apiay, en el Meta; las bases navales de Cartagena y Bahía Málaga el Pacífico; y ahora, el centro de entrenamiento de Fuerte Militar Tolemaida y el Fuerte Militar Larandia en Caquetá.
El pacto fue firmado en Bogotá el 30 de octubre de 2009 por el canciller colombiano Jaime Bermúdez y el embajador de Estados Unidos William Brownfield. Sectores de la oposición y algunos oficialistas criticaron el acuerdo.

## Reacciones

### Debate en Unasur
El presidente colombiano Álvaro Uribe pidió a los miembros de Unasur que se realizara una sesión extraordinaria en el Consejo de Defensa Suramericano. La reunión se realizó en Bariloche, Argentina. El presidente venezolano Hugo Chávez y el presidente boliviano Evo Morales fueron los críticos más fuertes contra la decisión del presidente Uribe de permitir que Estados Unidos accediera a bases militares colombianas, ya que, según ellos, representaba una amenaza para la seguridad de Sudamérica. Chávez hizo referencia a la presunta participación de Estados Unidos en el Golpe de Estado en Honduras de 2009.
El presidente peruano Alan García alegó que los países tenían el derecho de realizar acuerdos bilaterales con el país que quisieran que le dan la beligerancia y el estado de derecho. García criticó que el presidente Chávez vendiera petróleo y negociara con Estados Unidos y, al mismo tiempo, lo acusara de querer «invadirlo».

### Crisis diplomática colombovenezolana de 2010
Con las relaciones diplomáticas aún maltrechas y la economía binacional entre Venezuela y Colombia reducida por orden de Chávez, el 22 de julio de 2010, el presidente colombiano Álvaro Uribe acusó al gobierno del presidente de Venezuela, Hugo Chávez, de encubrir a miembros terroristas de las FARC y el ELN en su país. Las pruebas fueron presentadas ante foros regionales como la OEA y la UNASUR. El 7 de agosto de 2010, el presidente Uribe dio paso a Juan Manuel Santos en la presidencia, y Santos decidió reunirse con Chávez para tratar la crisis. El 10 de agosto de 2010, los presidentes Santos y Chávez se reunieron en Santa Marta, Colombia. Tras unas horas de discusión a puerta cerrada, los mandatarios acordaron reanudar relaciones diplomáticas.
En declaraciones a la prensa, el presidente Chávez dijo que Colombia es «soberana» en su acuerdo militar con Estados Unidos, y señaló que conversó el tema con su homólogo Juan Manuel Santos.

«Siempre he dicho que Colombia, como Venezuela, es soberana para establecer convenios con cualquier país del mundo, lo único es que ninguno de esos convenios afecte la soberanía del vecino ni se convierta en amenaza».
Hugo Chávez, 10 de agosto de 2010 en Santa Marta, Colombia

## Constitucionalidad
El 22 de julio de 2010, un informe fue presentado por el magistrado de la Corte Constitucional de Colombia Jorge Iván Palacio, designado por la misma Corte para estudiar la demanda contra el acuerdo que permite el uso de bases militares en Colombia por Estados Unidos sugirió que el tema exigía la elaboración de un nuevo tratado y no una extensión al convenio existente entre ambos países. Por ser «un nuevo convenio», el tema de las bases militares debió haberse discutido en el Congreso de la República. El tema será tratado en Sala Plena. El magistrado Palacio también propone en su ponencia que se le otorgue al gobierno un año para que realice el trámite en el Congreso para aprobar el nuevo tratado.
En agosto de 2010, la revista Semana informó:
«Corte Constitucional le dijo no al acuerdo militar con Estados Unidos
Según el alto tribunal, el convenio no es una extensión de viejos tratados y debió someterse a la aprobación del Congreso y ser revisado posteriormente por la Corte Constitucional, trámite que no cumplió. Por eso, el convenio suscrito en 2009 quedó sin vigencia».

## Uso por parte de la propaganda
Recientemente, se ha usado este acuerdo desde diferentes países, como Venezuela y Cuba, entre otros, como un motivo de desprestigio para la democracia colombiana, informando de una manera que pretende parecer que sí se hubiera firmado dicho acuerdo y muestran alguna infografía, la cual asume como si esto fuera real.
Por ejemplo, Pedro Carreño anunció que Venezuela tiene listo un plan para atacar Colombia, un país que, según él, conspira con Estados Unidos para «llevar a cabo una misión militar contra la República», algo que fue desmentido múltiples veces, así como muchas falsas noticias que se usan con propósitos políticos; sin embargo, deja claro que esta propaganda quiere justificar el propio crecimiento militar de los países que se vieron aludidos ante la posibilidad de dicho acuerdo, y, con esta idea, su propósito es el aumento de la moral en sus tropas fundado en una falacia que se nutre de lo que pudo ser este acuerdo.